# Ivan Hill
Iván Jerome Hill (n. 30 de marzo de 1961) es un asesino en serie estadounidense responsable de al menos nueve asesinatos en diferentes suburbios de Los Ángeles entre 1986 y 1994. Hill abandonaba los cadáveres de sus víctimas a lo largo de la East-West Highway, también conocida como la “Ruta Estatal de California 60”, por lo que fue apodado El asesino de la autopista 60. También cometió al menos uno de los asesinatos del Asesino del lado sur, en el sur de Los Ángeles, además de que los investigadores sospechan que estuvo involucrado en muchos más. Hill fue capturado y condenado gracias a perfiles de ADN.

## Biografía
Iván Hill nació el 30 de marzo de 1961 en Los Ángeles, siendo el segundo de los cinco hijos de la familia. Creció en un entorno socialmente desfavorable, debido a que su padre era agresivo hacia su esposa e hijos. Poco antes de la Navidad de 1968, el padre de Hill le disparó a su esposa en el rostro con un rifle de calibre .22, por lo que fue enviado a prisión. A pesar de las graves heridas, la madre de Hill sobrevivió y posteriormente se divorció. A partir de ese momento, la abuela de Hill comenzó a participar en su crianza. Como consecuencia de dificultades económicas, la madre de Hill tuvo que trabajar en dos empleos, por lo que él se vio obligado a cuidar de sus hermanos menores durante la década de 1970.
Hill pasó su adolescencia en Pomona, donde asistió a la escuela secundaria de Pomona. Durante sus años de estudio se involucró en los deportes, incluso llegó a ser elegido capitán del equipo de fútbol de la escuela. La mayoría de sus conocidos de esa época lo describían de manera muy positiva. En 1978, un año antes de su graduación, Hill se volvió adicto a las drogas y perdió el interés por los estudios, y a causa de dificultades económicas, adoptó un estilo de vida delictivo a principios de 1979, cometiendo varios robos.

## Carrera criminal
En enero de 1979, Hill, junto con cómplices, cometió una variedad de robos. El 23 de enero, Hill, de 17 años, y su cómplice, Venson Myers, de 18 años, robaron una licorería en Glendora, durante el cual Myers mató a uno de los empleados e hirió de gravedad a otro. Venson Myers recibió cadena perpetua sin posibilidad de libertad condicional por este crimen. Aunque Hill era menor de edad, fue declarado culpable de complicidad en el asesinato, pero recibió una sentencia corta gracias a su cooperación en la investigación.
Durante su encierro, Hill se graduó de la escuela secundaria y recibió su diploma. Posteriormente estudió en uno de los institutos locales, tras lo cual salió en libertad condicional a mediados de la década de 1980. Luego de su liberación, Hill pasó mucho tiempo en el Valle de San Gabriel, cambiando de lugar de residencia con regularidad. En varias ocasiones, trabajó como jornalero, tendero y conductor de montacargas. Fue arrestado por robo a finales de la década de 1980 y condenado, siendo liberado nuevamente en 1993. Al tener problemas para conseguir empleo, Hill se dedicó a trabajos poco cualificados, prontamente recayendo en su estilo de vida delictivo. Cometió una serie de robos durante 1993, siendo arrestado a principios de 1994, declarado culpable y sentenciado a 10 años en prisión.

### Asesinatos
Se tomó una muestra de sangre de Hill mientras cumplía su sentencia de 1994. Su liberación estaba prevista para febrero de 2004, pero en marzo de 2003, la prueba de ADN demostró que el perfil de Hill correspondía con el de un asesino en serie no identificado, quien había dejado evidencia de ADN durante los ataques a seis mujeres en diferentes suburbios de Los Ángeles entre noviembre de 1993 y enero de 1994. En noviembre de 2003, a partir de lo anterior, Iván Hill fue acusado de los asesinatos de:
- Betty Sue Harris, de 37 años, estrangulada el 1 de noviembre de 1993 en Pomona;
- Roxanne Bates, de 31 años, residente de Pomona, cuyo cuerpo fue descubierto cuatro días después en Chino;
- Helen Ruth Hill (sin parentesco), de 36 años, estrangulada en Walnut;
- Donna L. Goldsmith, de 35 años, encontrada asesinada el 16 de noviembre;
- Cheryl Sayers, de 34 años, encontrada estrangulada el 30 de diciembre de 1993 en los alrededores de Pomona
- Debra Brown, de 33 años, su cuerpo fue encontrado el 12 de enero de 1994 en Ontario.[9][10][11]

## Juicio
El juicio de Iván Hill empezó en octubre de 2006. Sus abogados intentaron conseguir indulgencia con base en que Hill había sido maltratado de niño, alegando que eso había acabado por provocarle problemas mentales, emocionales y de comportamiento. El propio Hill afirmó que los asesinatos se produjeron cuando se encontraba en un estado mental poco saludable, caracterizado por una confusión total y una acción impulsiva incontrolable. También afirmó que esto era el resultado de un trastorno depresivo que desarrolló en septiembre de 1993, a raíz de una discusión con su novia, su despido del trabajo y su adicción a las drogas; sin embargo, la corte consideró que dichas circunstancias eran insignificantes, y finalmente se determinó que Hill se encontraba cuerdo en el momento de los asesinatos. Fue declarado culpable de seis asesinatos y se le impuso la pena de muerte el 21 de marzo de 2007.
A finales de 2008, sobre la base de los resultados de otra prueba de ADN, la investigación vinculó a Hill con otros dos asesinatos. En mayo de 2009, en un nuevo juicio, Hill fue acusado y se declaró culpable de los asesinatos de Lorna Reed, de 35 años, estrangulada el 11 de febrero en San Dimas; y de Rhonda Jackson, de 23 años, asesinada el 27 de febrero de 1987 en Pomona, por los cuales la corte le impuso otra cadena perpetua sin posibilidad de libertad condicional. Sigue vivo y a la espera de ser ejecutado en el corredor de la muerte en la Prisión Estatal de San Quintín.